# Active Directory
O Active Directory é uma implementação de serviço de diretório no protocolo LDAP que armazena informações sobre objetos em rede de computadores e disponibiliza essas informações a usuários e administradores desta rede. É um software da Microsoft utilizado em ambientes Windows, presentes no active directory.
O Active Directory, a exemplo do NIS, surgiu da necessidade de se ter um único diretório, ou seja, em vez de o usuário ter uma senha para acessar o sistema principal da empresa, uma senha para ler seus e-mails, uma senha para se logar no computador, e várias outras senhas, com a utilização do AD, os usuários poderão ter apenas uma senha para acessar todos os recursos disponíveis na rede. Podemos definir um diretório como sendo um banco de dados que armazena as informações dos usuários. 
O AD surgiu juntamente com o Windows 2000 Server. Objetos como usuários, grupos, membros dos grupos, senhas, contas de computadores, relações de confiança, informações sobre o domínio, unidades organizacionais, etc, ficam armazenados no banco de dados do AD. Além de armazenar vários objetos em seu banco de dados, o AD disponibiliza vários serviços, como: autenticação dos usuários, replicação do seu banco de dados, pesquisa dos objetos disponíveis na rede, administração centralizada da segurança utilizando GPO, entre outros serviços. Esses recursos tornam a administração do AD bem mais fácil, sendo possível administrar todos os recursos disponíveis na rede centralizadamente. 
Para que os usuários possam acessar os recursos disponíveis na rede, estes deverão efetuar o logon. Quando o usuário efetua logon, o AD verifica se as informações fornecidas pelos usuários são válidas, e em caso positivo, faz a autenticação. O AD é organizado de uma forma hierárquica, com o uso de domínios. Caso uma rede utilize o AD, poderá conter vários domínios. Um domínio é nada mais do que um limite administrativo e de segurança, ou seja, o administrador do domínio possui permissões somente no domínio, e não em outros domínios. As políticas de segurança também se aplicam somente ao domínio, e não a outros domínios. Resumindo: diferentes domínios podem ter diferentes administradores e diferentes políticas de segurança. 
Nos domínios baseados no AD, podemos ter dois tipos de servidores: Controlador de Domínio (DC – Domain Controller) e Servidor Membro (Member Server).
Para a instalação do AD é necessário que o serviço DNS esteja disponível, ou seja, é um pré-requisito (dependência) para a instalação do AD. O AD utiliza o DNS para a nomeação de servidores e recursos, e também para resolução de nomes. Caso o serviço DNS não esteja disponível na rede durante a instalação do AD, poderemos instalá-lo durante a instalação do AD. 
Com a utilização de domínios, podemos fazer com que nossa rede reflita a estrutura de uma empresa. Quando utilizamos vários domínios temos o conceito de relação de confiança. A relação de confiança permite que os usuários de ambos os domínios acessem os recursos localizados nesses domínios. No Windows 2000, as relações de confianças são bidirecionais e transitivas, ou seja, se o domínio X confia no domínio Y, e Y confia no domínio W, o domínio X também confia no domínio W. 
O "diretório ativo" permite que os administradores atribuam à empresa políticas gerais, instalem programas em um grande número  de computadores e apliquem updates críticos a uma organização inteira.  O "diretório ativo" armazena informações e parâmetros em uma base de dados central organizada e acessível.
As redes ativas do diretório podem variar desde uma instalação pequena, com cem objetos, a uma instalação grande, com milhões de objetos.  O Active Directory teve uma pré-estreia em 1999 e foi lançado primeiramente com o Windows 2000. Mais tarde, foi revisado para estender a sua funcionalidade e melhorar a administração para uma nova versão, conhecida como 'Windows Server 2003'. Também presente no Windows Server 2008.
O Active Directory é um conjunto de arquivos localizados no servidor de domínio, no qual estão todas as informações que permitem controlar o acesso dos usuários à rede. Nele ficam registrados os nomes e senhas de usuários, suas permissões de acesso a arquivos, impressoras e outros recursos da rede, as cotas de disco, os computadores e horários que cada usuário pode utilizar, etc.
O Active Directory está relacionado a
- Gerenciamento centralizado.
- GPO – Políticas de Grupo.
- Catálogo Global.
- Gerenciamento de Desktop Intel
- Distribuição de Software Automática.
- Interface de acesso ADSI.
- Compatibilidade com sistemas operacionais MS Legados.
- Administração Delegada.
- Replicação Automática.